# Двинский военный округ
Дви́нский вое́нный о́круг — военный округ (объединение) Российской империи, созданный в начале Первой мировой войны, с центром в Динабургской крепости.

## История
Военно-окружное управление в Русской императорской армии было введено в соответствии с предложением военного министра Д. А. Милютина «Главные основания предполагаемого устройства военного управления по округам» в мае 1862 года, представленным Всероссийскому императору Александру II.
Двинский военный округ (штаб в крепости в Двинске) создан 18 июля (1 августа) 1914 года, с началом всеобщей мобилизации перед объявлением Германией войны России, на основе Управления упразднённого тогда же Виленского военного округа. Двинск был крупнейшим промышленным и уездным городом Витебской губернии, который по своим размерам опережал Минск, а по численности населения уступал только Риге (около 113 000 человек). Исторически город также имел большое военное значение: здесь дислоцировалась 25-я пехотная дивизия (Лифлядский, Дерптский, Ивангородский и Островский полки).

### Территория
На момент сформирования включал в себя следующие территории:
- Курляндскую губернию,
- Ковенскую губернию,
- Сувалкскую губернию,
- Витебскую губернию,
- Псковскую губернию,
- Ломжинскую губернию,
- Плоцкую губернию,
- Варшавскую губернию,
- Калишскую губернию,
- часть Лифляндской губернии (Рижский уезд),
- часть Петроковской губернии (Лодзинский, Брезинский и Равский уезды),
- часть Гродненской губернии (Бельский, Белостокский, Сокольский, Волковысский и Гродненский уезды).

### Начальный период
Двинск был объявлен на военном положении за 5 дней до объявления войны, 14 июля 1914 года, крепость-склад была приведена в полный боевой порядок. Одной из важнейших задач командования было проведение мобилизации и оформление в армию добровольцев. В ходе 7 мобилизаций в армию было призвано 120—140 тысяч человек, проживавших на территории будущей Латвии, в том числе из Двинска. Город дал армии 1 200 добровольцев всего за один месяц.
Военному командованию были подчинены все гражданские учреждения. Когда население стало выражать недовольства «стратегическими позициями» остзейских немцев в Двинске (Пфейфер — городской голова, Минус — директор банка, Мирбах — предводитель дворянства, Энгельгардт — начальник земства), их отстранили от должностей. Имущество подданных Германии и Австро-Венгрии конфисковалось.
Почти сразу город стал принимать на лечение раненых. В ноябре 1914 года город посетили император Николай II с императрицей Александрой Фёдоровной и дочерьми — великими княжнами Ольгой и Татьяной. Они встречались с ранеными в госпиталях, побывали в земстве, на церковной службе.

### Эвакуация
На всем протяжении Северо-Западного фронта в 1915 году шли тяжёлые бои. Противник бомбардировал русские позиции артиллерией, применял газы, против которых русские солдаты и офицеры придумали своеобразный способ защиты: наваливали на бруствер хворост, а когда газовое облако приближалось, поджигали, держась поближе к кострам. Восходящий поток горячего воздуха приподнимал облако над головами людей.
Немцы наступали в Курляндии и к 1 августа получили её под полный контроль, когда пала Митава.
25 июля (7 августа) 1915 года был принят приказ по Двинскому военному округу о предоставлении заводам, изготавливающим предметы, необходимые для «государственных надобностей», права на вывоз из городов Двинска и Вильно во «внутреннюю Россию» заводского оборудования и материалов. За эвакуацию отвечал Штаб округа. Из города и уезда было вывезено оборудование 60 заводов и мастерских, тогда как из Риги — 395 предприятий.. Оборудование, которое невозможно было вывезти, подлежало уничтожению. Помимо оборудования, вывозились различные материалы, металлы, сукно, кожа, даже большие церковные колокола. До середины сентября из Двинска организованно выехали 5069 рабочих с семьями.

### Оборона Двинска
27 августа немецкие войска предприняли наступление на Двинск с юга, со стороны Ново-Александровска. Оно было остановлено только за Медумом (Медуми). И хотя штаб отступающей 5-й армии переместился на 100 км восточнее, в Режицу, командующий генерал Плеве продолжал оставаться в Двинске. Его приказ по армии был таков: «Пока я в Двинске, ни шагу назад». Он убедил Верховного главнокомандующего, что город можно отстоять, для чего на подмогу армии был направлен 12-й кавказский стрелковый полк. Он смог отбросить врага. Двинск был спасён. «Немцам не дали ступить ни шагу вперед, и они, засев перед самым Медумом в окопы, из них не могли двинуться вперед вплоть до самого 1918 г.», — вспоминал очевидец.
9 сентября 1915 г. германская армейская группа Лауэнштейна начала выполнять приказ командования выйти на линию Западной Двины. 23 октября она штурмом взяла Иллукст, почти полностью разрушив его артиллерийскими обстрелами. Из более 4 тысяч жителей в городе осталось только 100.
31 октября подразделения 5-й армии под защитой крепости нанесли мощный фланговый удар по немецким позициям, сорвав наступление на Двинск.

## Главные начальники округа
- 19 июля — 30 августа 1914 года — генерал от инфантерии Алексей Евграфович Чурин
- 30 августа 1914 — 14 сентября 1915 года — инженер-генерал князь Николай Евсеевич Туманов
- 16 сентября 1915 — 25 апреля 1917 года — генерал от инфантерии Дмитрий Петрович Зуев